# Cerambyx ferrugineus
Cerambyx ferrugineus är en skalbaggsart som beskrevs av Johann August Ephraim Goeze 1777. Cerambyx ferrugineus ingår i släktet ekbockar, och familjen långhorningar. Inga underarter finns listade.